# Р (паровоз)
Паровоз Р (Рыбинская) — серия русских товарных паровозов. Имел четырёхцилиндровую паровую тандем-компаунд (по два цилиндра, расположенных друг за другом, с каждой стороны), что было неудобно при ремонте. Конструкция паровоза предусматривала возможность установки на него плуга для очистки пути от снега. По силе тяги не уступал паровозам серии Щ, которые имели на 21 % бо́льшую сцепную массу.
Конструкция паровоза была разработана инженером Л. М. Леви.